# Tabergs bergslag

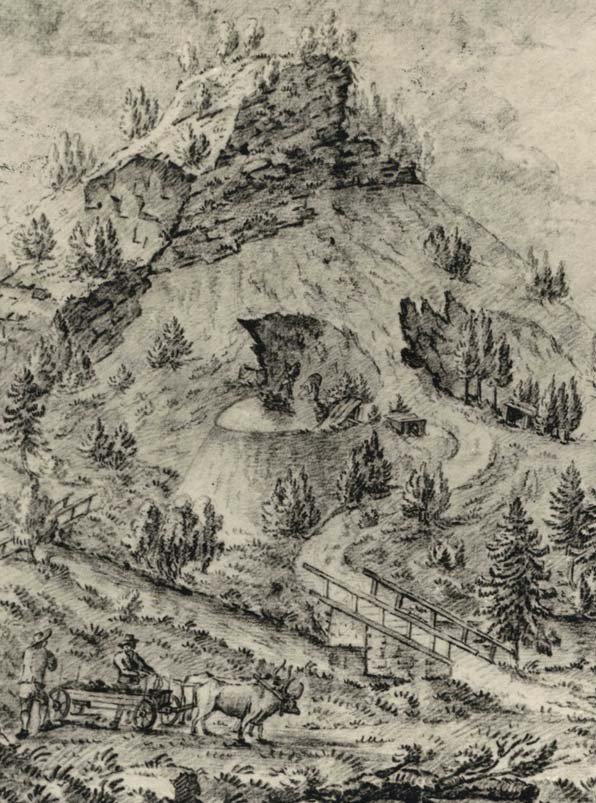
Teckning föreställandes gruvbrytning vid Taberg från slutet av 1700-talet.

Tabergs bergslag var ett bergslag i Småland som erhöll sina privilegier 1618 av kung Gustav II Adolf. Bergslaget omfattade Barnarps, Månsarps och Sandseryds socknar, jämte två hemman i Rogberga socken av Tveta härad samt en mindre del av Byarums socken i Östbo härad.